# Fred Zinnemann
Fred Zinnemann (* 29. April 1907 in Rzeszów, Österreich-Ungarn, als Alfred Zinnemann; † 14. März 1997 in London) war ein österreichisch-US-amerikanischer Filmregisseur, der im Jahr 1929 in die USA auswanderte und ab den 1940er-Jahren ein bekannter Hollywood-Regisseur wurde. Seine zwischen 1936 und 1982 entstandenen Filme – darunter Klassiker wie Zwölf Uhr mittags, Verdammt in alle Ewigkeit, Ein Mann zu jeder Jahreszeit und Der Schakal – erhielten 65 Oscar-Nominierungen und gewannen 24 Oscars; er selbst wurde fünfmal mit dem Oscar ausgezeichnet.

## Leben und Wirken
Fred Zinnemann, Sohn eines Arztes, kam im Nordosten Österreich-Ungarns in einer jüdischen Familie zur Welt und wuchs im 3. Wiener Bezirk auf. In seiner Jugend war er eng mit dem späteren Hollywood-Regisseur Billy Wilder befreundet, mit dem er zeitweise in dieselbe Klasse ging und ein Leben lang Kontakt hielt. Zinnemann maturierte 1925 am Franz-Joseph-Gymnasium Stubenbastei und begann, nachdem er sich zunächst für eine musikalische Ausbildung interessiert hatte, ein Studium der Rechtswissenschaften.
1927 nahm er nach großem Widerstand seiner Eltern und Verwandten in Paris an der Ecole Technique de Photographie et de Cinématographie eine Kameraausbildung auf. Ab 1928 in Berlin tätig, war er 1929 Kameraassistent bei einem Stummfilm mit Marlene Dietrich. Seine dritte Kameraassistenz absolvierte er im Sommer 1929 bei dem Film Menschen am Sonntag von Edgar G. Ulmer und Billy Wilder, „der bald einmal berühmt gewordenen Außenseiterproduktion der Brüder Siodmak“.
Zinnemann verließ im Oktober 1929 Deutschland und ging nach Hollywood. Dort arbeitete er als Regieassistent und Kurzfilmregisseur. Er hatte einen Auftritt als Kleindarsteller in dem Spielfilm Im Westen nichts Neues; es kam jedoch zu keiner Schauspielkarriere. Zinnemann wurde zunächst Assistent des österreichischen Regisseurs Berthold Viertel und lernte durch ihn Robert J. Flaherty kennen. Dieser vermittelte Zinnemann eine erste Regie beim dokumentarischen Spielfilm Netze (Redes) über die Ausbeutung mexikanischer Fischer. Der Film, an dem der Fotograf Paul Strand mitwirkte, entstand in den Jahren 1934 bis 1936. Zinnemann nahm 1936 die amerikanische Staatsbürgerschaft an und begann 1937 seine Tätigkeit in der Kurzfilmabteilung von Metro-Goldwyn-Mayer (MGM). Für seinen dritten Kurzfilm That Mothers Might Live über den ungarischen Arzt Ignaz Semmelweis erhielt er 1938 seinen ersten Oscar.
In den 1940er Jahren konnte sich Zinnemann nach seinen ersten Erfolgen schließlich dem Spielfilm zuwenden. Während des Zweiten Weltkriegs wurde er von MGM an den Produzenten Lazar Wechsler ausgeliehen. In dieser Zeit entstand unter anderem der Film Die Gezeichneten, der mit zwei Oscars ausgezeichnet wurde. Bis 1948 arbeitete Zinnemann für MGM, danach drehte er für verschiedene amerikanische Studios. Seine Unabhängigkeit bewahrte er sich später, indem er seine Filme selbst produzierte.
1951 drehte er mit dem Westernklassiker Zwölf Uhr mittags seinen vielleicht bekanntesten Film. Der Film erhielt 1953 vier Oscars und brachte Zinnemann die von dem New York Film Critics Circle verliehene Auszeichnung als bester Regisseur des Jahres ein.
Die Szene in Der Pate, in der ein Filmproduzent den enthaupteten Kopf seines Lieblingspferdes in seinem Bett vorfindet, soll auf einen realen Vorfall im Zusammenhang mit einem Filmprojekt Zinnemanns Bezug nehmen: Frank Sinatra, der enge Kontakte zur amerikanischen Cosa Nostra pflegte, soll 1953 für den Film Verdammt in alle Ewigkeit in ähnlicher Weise als Rollenbesetzung durchgesetzt worden sein.
Ein typischer Filmemacher Hollywoods war Zinnemann jedoch nicht. Nur einen Bruchteil seiner knapp sechs Jahrzehnte andauernden Karriere brachte er in Hollywood zu. Dennoch ermöglichte er während dieses Zeitraums späteren Hollywoodstars wie Montgomery Clift, Marlon Brando, Grace Kelly, Rod Steiger oder Meryl Streep in seinen Filmen erste Auftritte. Zinnemann wurde insgesamt fünf Mal mit einem Oscar ausgezeichnet, war weitere sechs Mal nominiert und gilt als einer der besten Regisseure des 20. Jahrhunderts.
Zinnemann erlag 1997 in London im Alter von 89 Jahren einem Herzinfarkt. 2008 wurde in Wien-Landstraße (3. Bezirk), in Sankt Marx, der Fred-Zinnemann-Platz nach ihm benannt.

## Filmografie (Auswahl)

### Kamera
- 1930: Menschen am Sonntag

### Regie
- 1936: Netze (Redes)
- 1938: That Mothers Might Live (Kurzfilm)
- 1941: Forbidden Passage (Kurzfilm)
- 1942: Der Gentleman-Killer (Kid Glove Killer)
- 1942: Die Spur im Dunkel (Eyes In The Night)
- 1944: Das siebte Kreuz (The Seventh Cross)
- 1948: Die Gezeichneten (The Search)
- 1948: Akt der Gewalt (Act of Violence)
- 1950: Die Männer (The Men)
- 1951: Teresa
- 1952: Zwölf Uhr mittags (High Noon)
- 1952: Das Mädchen Frankie (The Member of the Wedding)
- 1953: Verdammt in alle Ewigkeit (From Here to Eternity)
- 1955: Oklahoma!
- 1957: Giftiger Schnee (A Hatful of Rain)
- 1959: Geschichte einer Nonne (The Nun’s Story)
- 1960: Der endlose Horizont (The Sundowners)
- 1964: Deine Zeit ist um (Behold a Pale Horse)
- 1966: Ein Mann zu jeder Jahreszeit (A Man for All Seasons)
- 1973: Der Schakal (The Day of the Jackal)
- 1977: Julia
- 1982: Am Rande des Abgrunds (Five Days One Summer)

## Auszeichnungen (Auswahl)
Oscar
Gewonnen:
- 1939: Bester Kurzfilm That Mothers Might Live (Preis wurde an die Produktionsfirma MGM vergeben)
- 1952: Bester Dokumentar-Kurzfilm Benjy
- 1954: Beste Regie für Verdammt in alle Ewigkeit
- 1967: Beste Regie für Ein Mann zu jeder Jahreszeit
- 1967: Bester Film (als Produzent) für Ein Mann zu jeder Jahreszeit

Nominiert:
- 1948: Beste Regie für Die Gezeichneten
- 1953: Beste Regie für Zwölf Uhr mittags
- 1960: Beste Regie für Geschichte einer Nonne
- 1961: Bester Film (als Produzent) für Der endlose Horizont
- 1961: Beste Regie für Der endlose Horizont
- 1978: Beste Regie für Julia

British Academy Film Award
Gewonnen:
- 1968: Bester Film (als Produzent) für Ein Mann zu jeder Jahreszeit
- 1968: Bester britischer Film (als Produzent) für Ein Mann zu jeder Jahreszeit

Nominiert:
- 1974: Beste Regie für Der Schakal
- 1979: Beste Regie für Julia

Golden Globe Award
Gewonnen:
- 1954: Beste Regie für Verdammt in alle Ewigkeit
- 1967: Beste Regie für Ein Mann zu jeder Jahreszeit

Nominiert:
- 1958: Beste Regie für Giftiger Schnee
- 1960: Beste Regie für Geschichte einer Nonne
- 1961: Beste Regie für Der endlose Horizont
- 1974: Beste Regie für Der Schakal
- 1978: Beste Regie für Julia

New York Film Critics Circle Award
Gewonnen:
- 1952: Beste Regie für Zwölf Uhr mittags
- 1953: Beste Regie für Verdammt in alle Ewigkeit
- 1959: Beste Regie für Geschichte einer Nonne
- 1966: Beste Regie für Ein Mann zu jeder Jahreszeit

Nominiert:
- 1960: Beste Regie für Der endlose Horizont

Weitere
- 1954: Directors Guild of America Award für Verdammt in alle Ewigkeit
- 1954: Spezialpreis bei den Internationalen Filmfestspielen von Cannes für Verdammt in alle Ewigkeit
- 1959: Goldene Muschel beim Festival Internacional de Cine de San Sebastián für Geschichte einer Nonne
- 1959: National Board of Review Award in der Kategorie Beste Regie für Geschichte einer Nonne
- 1960: Stern auf dem Hollywood Walk of Fame (6629 Hollywood Blvd.)
- 1966: National Board of Review Award in der Kategorie Beste Regie für Ein Mann zu jeder Jahreszeit
- 1967: Directors Guild of America Award für Ein Mann zu jeder Jahreszeit
- 1970: Ehrenpreis der Directors Guild of America für sein Lebenswerk
- 1978: Ehren-Bambi für sein Lebenswerk
- 1978: David di Donatello für Julia
- 1978: Nastro d’Argento in der Kategorie Bester ausländischer Regisseur für Julia
- 1986: Berlinale Kamera bei den Internationalen Filmfestspielen Berlin
- 1996: Ehrenpreis beim Deutschen Filmpreis für sein Lebenswerk

## Ehrungen
- 1967: Goldene[4] Ehrenmedaille der Bundeshauptstadt Wien [5]
- 2008: Benennung des Fred-Zinnemann-Platz, Wien-Landstraße[6]
- 2009: Gedenktafel am ehemaligen Wohnhaus, Weyrgasse 9, Wien-Landstraße[7]